# Čierna voda (Uh)
Die Čierna voda ist ein 22,9 km langer kanalisierter Fluss in der Ostslowakei und ein Nebenfluss des Uh.
Sie entsteht als Ausfluss aus dem Stausee Zemplínska šírava nördlich von Lúčky und westlich von Hnojné und fließt nach Süden, zuerst parallel zum linksseitigen Kusínsky kanál, mit dem sich der Fluss südlich von Závadka vereinigt. Im weiteren Verlauf führt sie am Ort Blatné Revištia vorbei, wendet sich nach Südwesten und nimmt den rechtsseitigen Blatský kanál bei Iňačovce auf. Sie fließt am Westrand und speist die Teiche Senianske rybníky bei Senné, wo die linksseitige Okna in den Fluss mündet. Auf den letzten Kilometern berührt sie den Ortsrand von Stretava, bevor sie südlich von Stretavka den Uh trifft, der unmittelbar nach dem Zusammenfluss in den Laborec mündet. Über eine Pumpstation bei Stretavka kann ein Teil der Wasser aus der Čierna voda direkt in den Laborec umgeleitet werden.
Historisch war der Fluss 41 km lang mit einem Einzugsgebiet von 763 km² und entstand durch Zusammenfluss mehrerer Bäche, die im Vihorlatgebirge entspringen, wovon einige heute direkt in die Zemplínska šírava münden. Bis zum 19. Jahrhundert, als der Fluss noch unreguliert war, war beispielsweise Senné auch wegen relativer Nähe zu den größeren Flüssen Uh, Laborec, Latorica und der Theiß von häufigen Hochwassern schwer betroffen, als diese Flüsse kein Wasser mehr aufnehmen konnten und deshalb die Nebenflüsse rückwärts flossen und über ihre Ufern traten. Um der Hochwasser Herr zu werden, gründeten die Gutsherren Vécsey eine Wassergenossenschaft zur Regulierung des Flusslaufs. In den 1960er Jahren wurde schließlich die Zemplínska šírava gebaut.